# Ahmed Matar
Ahmed Matar eller Matar,  född 19 mars 1996 i Khan Younis i Palestina, är en professionell Freerunner, och stuntman från Gaza, Palestina, och grundare av Wallrunners (Palestinas första Parkourhall). Matar har även arbetat med teater och spelade huvudrollen i föreställningen Exit Parkour på 
Dramaten.

## Biografi
Ahmed Matar hade ett stort intresse för idrott sedan han var liten, hans pappa Ibrahim Matar anmälde honom till en kampsportakademi när han var 4 år, där han tränade Kung-fu, taekwondo capoeira och breakdance. Matar tränade kampsport i 5 år och vid 9 års ålder träffade han Mohammed Al-Jakhbir och Abdallah Inshasi som inspirerade honom att starta Parkour.  Tillsammans med sina vänner startade Matar det första Parkour-teamet i Palestina som de kallade PK Gaza.
2016 blev Matar inbjuden till Världsmästerskapet i Parkour  i Helsingborg. Matar lyckades efter många försök att få visum till Sverige för att ta del av tävlingen och stannade sedan kvar.
När Matar flyttade till Sverige bodde han med en svensk familj i Svenshögen, där han arbetade på en gård i 5 månader för att få bo gratis i huset där han bodde. 2017 började Matar den första Parkourträningen för barn i Stenungsund, där han lärde ut Parkour till mer än 200 barn. Han arbetade sedan i den svenska Parkourföreningen Stampedefreerun som parkourcoach och skapade där tillsammans med sina kollegor från Stampede många Parkour-filmer. År 2018  flyttade Matar till Stockholm där han lade all sin tid på att arbeta som Parkour-coach för företaget idrott utan gränser, där han fick undervisa mer än 15 000 barn från 30 olika skolor runt om i Stockholmsregionen. År 2019 startade Matar tillsammans med Tom Vaillant den ideella organisationen och första Parkourhallen i Palestina som de kallade Wallrunners.
År 2022 arbetade Matar med teater på Dramaten, där han delade han sin egen historia och spelade huvudrollen i föreställningen Exit Parkour tillsammans med fyra skådespelare Melinda Kinnaman, Tanja Lorentzon, Tina Pour-Davoy och David Mjönes, och två dansare, Kevin Foo och Sofia Sangregorio.
Matar bor i Stockholm och jobbar på sitt eget varumärke som han kallar Matar Gaza.

## Filmografi och Teater
- 2017 Film - Wallrunners of Gaza
- 2022 TV-serie - Sreams
- 2022 Teater - Exit Parkour
- 2022 FIlm - Yalla Parkour

## Höjdpunkter
- Grundaren av den första parkourhallen i Palestina.
- Topp inspirerande berättelse på The local tidningen 2019.
- Tredje plats på Chase Tag Sverige 2019.
- Tredje plats på Street Mentality tävling 2019.
- Första plats i kvalet på svenska mästerskapet 2021 - blev skadad innan finalen startar.
- Priset Peace through Parkour 2021 från International Parkour Federation (IPF).